# Festspielhaus

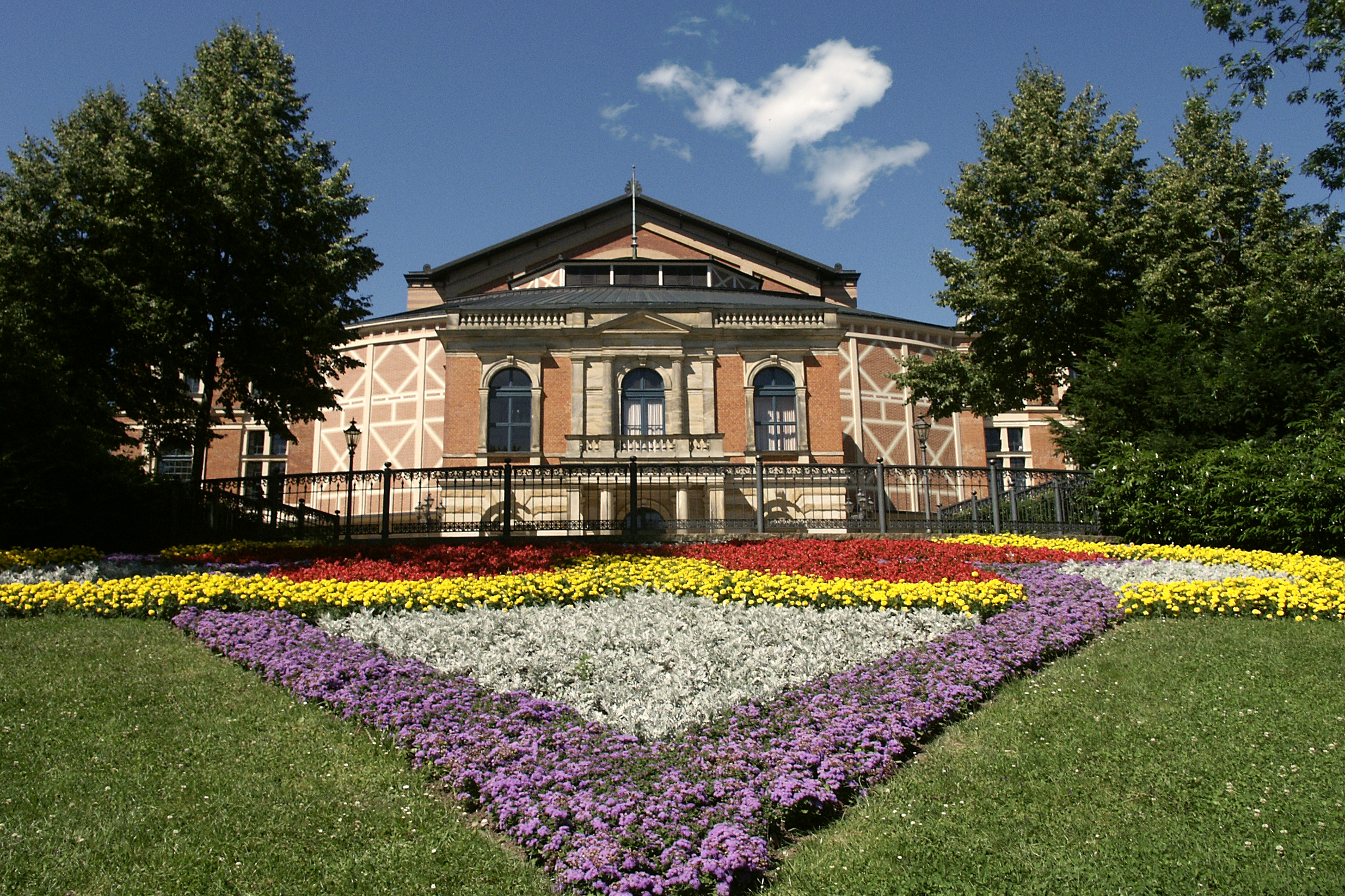
Beispiel: Das Richard-Wagner-Festspielhaus auf dem Grünen Hügel in Bayreuth

Festspielhaus ist eine Bezeichnung für Gebäude mit einem oder mehreren Bühnensälen, in denen Konzert-, Schauspiel- und Musiktheater-Aufführungen nicht ganzjährig stattfinden, sondern periodisch und zumeist in festlichem Rahmen gespielt wird.
Die Bezeichnung wird uneinheitlich verwendet. Sie wird einer kulturellen Einrichtung in der Regel durch die Namensgebung selbst zugedacht (beispielsweise Festspielhaus Baden-Baden, Festspielhaus St. Pölten, Kultur- und Festspielhaus Wittenberge, FestSpielHaus, Festspielhaus Neuschwanstein, Festspielhaus Hellerau) oder für solche Konzert- und Theatergebäude verwendet, die das Stammhaus regelmäßiger Festspiele sind (wie Richard-Wagner-Festspielhaus in Bayreuth, Festspielhaus Bregenz, Großes und Kleines Festspielhaus Salzburg).
Dabei soll mit der Bezeichnung sowohl auf die relative Größe insbesondere der Säle und Bühnen, als auch auf eine relative Programmvielfalt (ggf. beschränkt auf die Werke eines einzigen Komponisten wie in Bayreuth) sowie auf eine relativ hohe grundsätzliche kulturelle Bedeutung hingewiesen werden.
Bei Richard Wagner ist der Begriff nicht zufällig gewählt: seinem Festspielhaus liegt die Festspielidee zugrunde, die im Kontrast zur damals üblichen Opernpraxis stand. Wagner wollte im Sinne einer Stilschule Aufführungen einstudieren und zeigen, die „Modellcharakter“ haben und vorbildlich wirken sollten.